# Гильдебранд, Франц
Франц Паулин Гильдебранд (в России Франц Николаевич Гильдебранд, нем. Franz Hildebrand; 13 ноября 1842, Копенгаген — 1 апреля 1898, Копенгаген) — датский и российский скрипач и альтист.
Учился в Копенгагене у Вальдемара Тофте. В 1862 г. в составе оркестра Ханса Кристиана Лумбю гастролировал в Берлине, откуда был приглашён в Санкт-Петербург, где работал до середины 1890-х гг. С 1868 г. играл в оркестре Мариинского театра. С 1872 г. также постоянно выступал как ансамблист, в том числе как альтист струнного квартета Императорского Русского музыкального общества во главе с Леопольдом Ауэром. 
01.06.1881 вступил в брак как служащий при Дирекции Императорских театров датский подданный артист скрипач, женой стала дочь умершего генерал-майора девица София Константиновна Лосева.
В 1894 г. в составе квартета исполнил премьеру струнного квартета № 1 Александра Глазунова. Глазунов также посвятил Гильдебранду Элегию для альта и фортепиано Op. 44 (1893).
Франц Гильдебранд участвовал в 1890 году в премьере первой редакции струнного секстета «Воспоминание о Флоренции» Петра Ильича Чайковского, а в 1892 году во втором исполнении второй редакции этого произведения.